# 铜腹毛腿蜂鸟
，是雨燕目蜂鸟科的一种鸟类。
铜腹毛腿蜂鸟体重约5.3克，翼长约63.2毫米，嘴峰长约21.3毫米，喙宽度约2毫米，喙厚度约1.7毫米，跗蹠长约6.6毫米，尾长约43毫米。铜腹毛腿蜂鸟在其分布区内为留鸟，其栖息在半开放的高大树木组成的森林中，食性为草食性，主要食物来源是植物的花蜜。
铜腹毛腿蜂鸟分布于哥伦比亚至委内瑞拉西北部梅里达一带的东安第斯山脉地区。该物种是单型物种，没有亚种分化。